# アルテスネート・アモジアキン
アルテスナート・アモジアキン（英: Artesunate/amodiaquine）は、 カモクイン（英: Camoquin）などの商品名で販売されている、マラリアの治療に用いられる医薬品である。アーテスネートとアモジアキンが固定用量で組み合わされた配合薬である。具体的な用途は、熱帯熱マラリア原虫による合併症のない急性マラリアに推奨される。投与法は経口である。
一般的な副作用には、食欲不振、吐き気、腹痛、眠気、睡眠障害、咳などがあげられる。妊娠中の人への投与の安全性は明らかではないが、他の医薬品が使用できない場合は、アルテスナート・アモギアキンが使用される場合がある。授乳中の人への使用は安全であると考えられている。アーテスナートとアモジアキンはどちらも抗マラリア薬であるが、それぞれの作用機序は異なる。
アルテスナート・アモギアキンは、2007年から市販され始めた。世界保健機関の必須医薬品リストに記載されている。アルテスナート・アモジアキンは後発医薬品として入手できる。発展途上国での一連の治療分の卸売価格は、約0.85 米ドルから1.52米ドルである。2014年時点の米国または英国では市販されていない。